# Lumír Mistr
Lumír Mistr (* 12. ledna 1969) je bývalý český fotbalista, československý reprezentant.
Za československou reprezentaci odehrál 2 utkání (kvalifikační zápasy s Belgií a Faerskými ostrovy). Je mistrem Československa z roku 1993 a čtyřnásobným mistrem České republiky z let 1994, 1995, 1997 a 1998. Všechny tituly získal se Spartou Praha. Přišel do ní z RH Cheb, na konci kariéry hrál krátce ještě za 1. FK Příbram. Nejvíce na sebe upozornil v zápase semifinálové skupiny nultého ročníku Ligy mistrů proti FC Barcelona. Sparta tehdy zvítězila 1:0 a Mistr patřil k nejlepším na hřišti. 

## Život
Z prvního manželství má dvě dospělé dcery Lucii a Veroniku. S druhou ženou má syna Lumíra. V srpnu roku 2018 jeho dcera Veronika porodila vnučku a stal se tak dědečkem.